# كارلوس روكي
كارلوس روكي (بالبرتغالية: Carlos Roque‏) هو فنان قصص مصورة برتغالي، ولد في 12 أبريل 1936 في لشبونة في البرتغال، وتوفي في 27 يوليو 2006.